# عبد الرؤوف زرابي
عبد الرؤوف زرابي (مواليد 26 مارس 1979 في الجزائر العاصمة) هو لاعب كرة قدم جزائري دولي. يلعب حاليًا كمدافع في PK-35 Vantaa في بطولة دوري الدرجة الثانية الفنلندية لكرة القدم . يمكنه اللعب كمدافع مركزي أو كظهير أيسر.

## مشواره في النوادي

### هيبرنيان
وقع زرابي مع نادي هايبرنيان الاسكتلندي الممتاز في يناير 2008، وفسخ عقده في نهاية موسم 2007-08. وذلك بسبب رفض تأشيرات دخول زوجته وطفله للعيش في إدنبرة.

### نيم أولمبيك
قرر زرابي العودة إلى كرة القدم الفرنسية، ووقع عقدًا مع نادي نيم أولمبيك الصاعد حديثًا إلى دوري الدرجة الثانية. في 1 أغسطس 2008 ظهر لأول مرة مع النادي، حيث بدأ أول مباراة له في الدوري الفرنسي ضد نادي بريست. 

## مشواره في الفريق الوطني
| منتخب الجزائر | منتخب الجزائر | منتخب الجزائر |
| السنة         | المباريات     | الأهداف       |
| ------------- | ------------- | ------------- |
| 2003          | 5             | 0             |
| 2004          | 0             | 0             |
| 2005          | 0             | 0             |
| 2006          | 4             | 0             |
| 2007          | 7             | 0             |
| 2008          | 5             | 0             |
| 2009          | 1             | 0             |
| مجموع         | 22            | 0             |

## الحياة الشخصية
عبد الرؤوف هو نجل اللاعب الجزائري الدولي السابق ونجم حسين داي عبد العزيز زرابي. شقيقه الأصغر خير الدين زرابي لاعب كرة قدم يلعب حاليًا مع فيتوريا سيتوبال في الدوري البرتغالي.

## روابط خارجية
- عبد الرؤوف زرابي على موقع قاعدة بيانات كرة القدم.إي يو (الإنجليزية)
- عبد الرؤوف زرابي على موقع ليكيب (الفرنسية)
- عبد الرؤوف زرابي على موقع ناشيونال فوتبول تيمز (الإنجليزية)
- عبد الرؤوف زرابي على موقع Soccerbase.com (لاعب) (الإنجليزية)